# Eleazar Albin

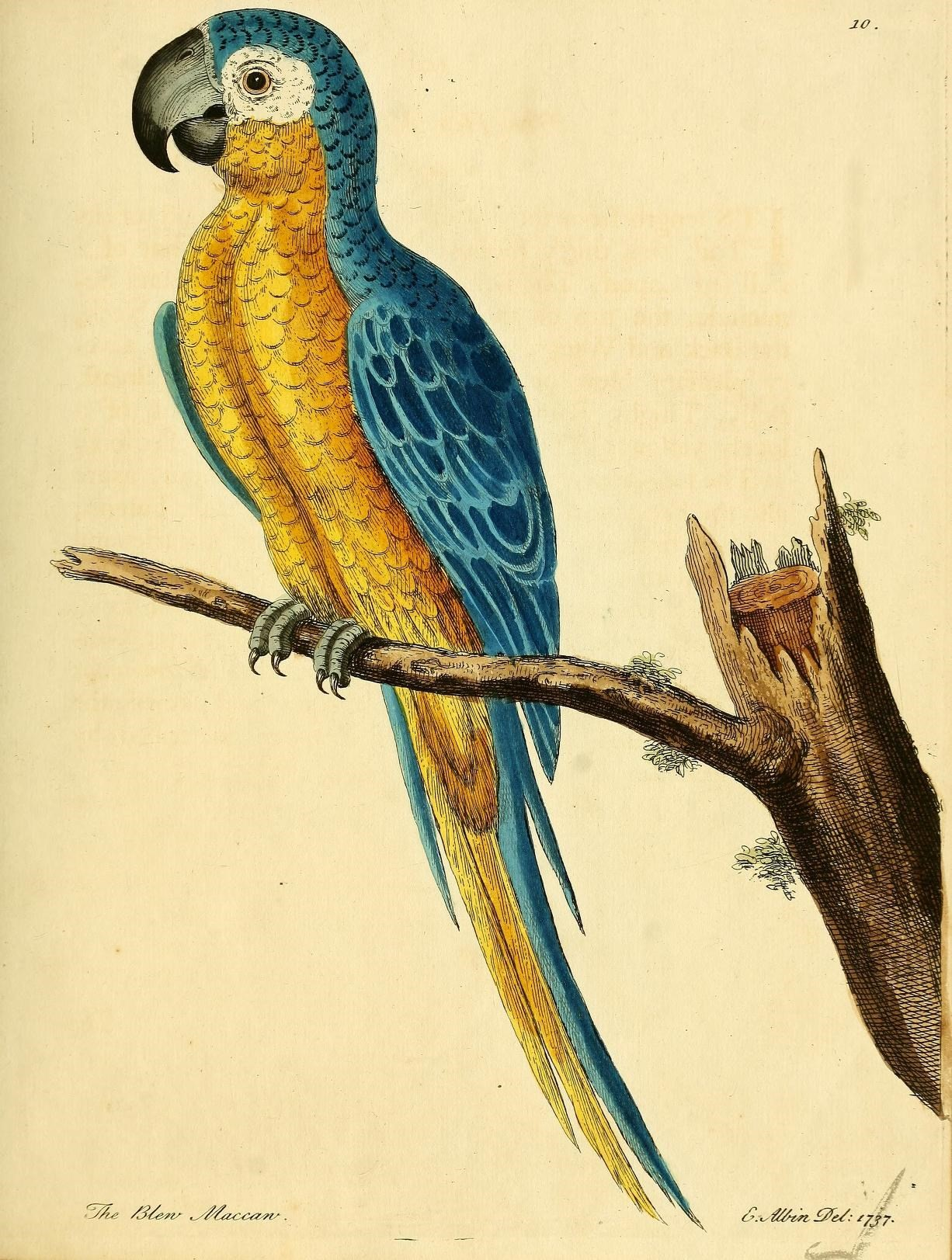
The Hen Maccaw, A Natural History of Birds 3: X; blauw-gele ara

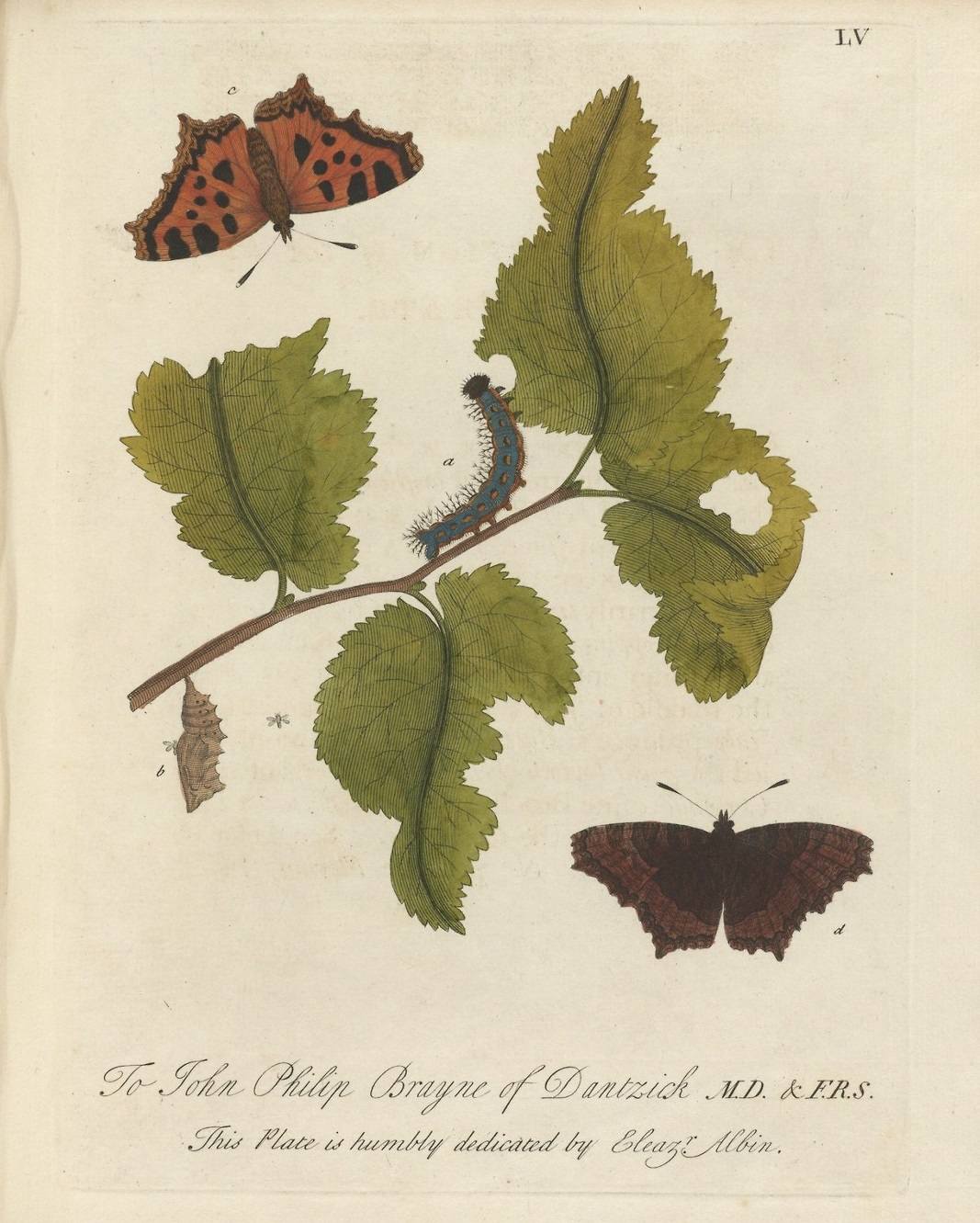
A Natural history of English insects pl. LV; grote vos

Eleazar Albin (fl. 1690 – ca. 1742) was een Engels natuuronderzoeker en aquarellist die diverse natuurhistorische werken schreef en illustreerde, waaronder A Natural History of English Insects (1720), A Natural History of Birds (1731–38) en A Natural History of Spiders and other Curious Insects (1736). Hij wordt veelvuldig geciteerd door Linnaeus, en wordt een van de "grote entomologische boekillustratoren van de 18e eeuw" genoemd.

## Leven
Er is niets bekend over het vroege leven van Albin, maar hij werd vermoedelijk in Duitsland geboren als Eleazar Weiss. Hij schrijft zelf dat hij in 1701 in Jamaica was. In 1708 was hij getrouwd en woonde in Piccadilly, Londen. Op 21 juni van dat jaar werd zijn dochter Elizabeth daar gedoopt. Na Elizabeth werden nog vijf zonen en vier dochters gedoopt, de laatste, Judith, in april 1725. Volgens autobiografische details in A Natural History of English Insects gaf Albin les in aquarelleren voordat hij werd onderwezen in de natuurlijke historie door zijdewever en natuurvorser Joseph Dandridge, die zelf een grote verzameling insecten had. Hij verdiende waarschijnlijk zijn brood met het lesgeven in tekenen, en met het illustreren van specimens uit de collecties van de Britse aristocratie, onder wie Hans Sloane. Een van zijn opdrachtgevers was Mary Somerset, geboren Capell, Dowager Duchess of Beaufort, weduwe van Henry Somerset, 1e hertog van Beaufort. Haar overlijden in januari 1715 betekende het verlies van een belangrijke bron van inkomsten. Toen A Natural History of English Insects uitkwam, een werk dat hij op aanraden van Mary was begonnen, was het opgedragen aan Caroline van Brandenburg-Ansbach, op dat moment prinses van Wales. Andere opdrachtgevers die zelf een collectie levende of dode objecten bezaten waren de hertog van Chandos en Thomas Lowther. De eerste twee delen van A Natural History of Birds stonden onder beschermheerschap van Sir Robert Abdy of Albyns, lid van het Hogerhuis, het derde deel onder beschermheerschap van Richard Mead, lijfarts van de koning. Die laatste staat ook als beschermheer in A Natural History of Spiders, and other Curious Insects (1736).
Albin overleed vermoedelijk begin 1742. Op 22 februari van dat jaar verscheen een advertentie waarin zijn bezittingen te koop werden aangeboden, en waarin hij werd genoemd als 'recent overleden'. Zijn dochter Elizabeth overleed vermoedelijk op 1 augustus 1741. Van zijn zoon Fortin verschenen later drie platen (waarvan twee gedateerd 1740) in The History of Esculent Fish (1794).

## Werk
Mary Sommerset moedigde Albin aan om A Natural History of English Insects uit te geven. Rond 1713 plaatste hij een advertentie om inschrijvers voor het werk te krijgen. Door haar overlijden in 1715 werd de totstandkoming ervan vermoedelijk vertraagd. Toen het in 1720 uitkwam had het 170 inschrijvingen. Het bestaat uit 100 kopergravures in zwart-wit, die op verzoek door de auteur konden worden ingekleurd, en beschrijvende teksten. In het overgrote deel van de platen wordt de volledige levenscyclus van een of twee vlindersoorten afgebeeld, samen met de waardplant. In een enkel geval zijn andere insecten vrij klein afgebeeld. Elke plaat is opgedragen aan een van de inschrijvers op het werk. De stijl van de platen is beïnvloed door het werk van Maria Sibylla Merian.
A Natural History of Birds bevat in totaal 306 gekleurde gravures van de hand van Albin en zijn dochter Elizabeth, en één van de hand van zijn zoon Fortin. In het voorwoord van deel 1 van het werk schrijft Albin: "Wat de afbeeldingen betreft, ze zijn allemaal naar het leven gemaakt, met de grootst mogelijke precisie, hetzij van mijn eigen hand, of die van mijn dochter, die ik heb leren tekenen en schilderen naar het leven." "Naar het leven" moet worden opgevat als 'op basis van een levende of dode vogel' want Albin liet zich ook specimens opsturen. Voor levende voorbeelden kon hij niet alleen terecht bij volières van zijn rijke vrienden, maar ook bij apotheken en koffiehuizen, zoals hij zelf aangeeft bij de afbeelding van The Humming Birds.
In het voorwoord van deel 2 van A Natural History of Birds (1734) kondigt Albin aan dat hij an History of an hundred and eighty different Spiders in their proper Colours klaar heeft voor publicatie. Het verscheen in 1736 als A Natural History of Spiders, and other Curious Insects. In de Sloane Collection van het British Museum bevindt zich onder 'Sloane MS 3999' een verzameling van 119 aquarellen van spinachtigen, vergezeld van nauwgezette aantekeningen, gedateerd vóór 1710, van de hand van Joseph Dandridge. In de twintigste eeuw ontdekte William Syer Bristowe dat dit werk door Albin was gebruikt voor zijn Natural History of Spiders zonder dat kenbaar te maken. Een opvallend detail in het werk is dat hij de soorten geen naam maar een nummer geeft.

### Publicaties
- 1720. A Natural History of English Insects; London, William Innys
- 1731–1738. A Natural History of Birds; London, William Innys
  - 1731. Volume 1
  - 1734. Volume 2
  - 1738. Volume 3
- 1736. A Natural History of Spiders, and other Curious Insects; London, Tilly
- 1737. A Natural History of English Songbirds; London, Bettesworth
- 1794. The History of Esculent Fish, with plates, drawn and engraved by Eleazar Albin; aangevuld en bezorgd door Roger North; London, Edward Jeffery